# Eunostus
Eunostus is een geslacht van kevers uit de familie van de loopkevers (Carabidae). De wetenschappelijke naam van het geslacht is voor het eerst geldig gepubliceerd in 1835 door Castelnau.

## Soorten
Het geslacht Eunostus omvat de volgende soorten:
- Eunostus allardi Basilewsky, 1957
- Eunostus burgeoni Alluaud, 1919
- Eunostus chappuisi Alluaud, 1936
- Eunostus crampeli Alluaud, 1919
- Eunostus guieinzii Chaudoir, 1862
- Eunostus guineensis Straneo, 1943
- Eunostus harrarensis Alluaud, 1919
- Eunostus insignis Alluaud, 1919
- Eunostus latreillei Castelnau, 1835
- Eunostus milloti Jeannel, 1949
- Eunostus perrieri Jeannel, 1949
- Eunostus puncticeps Basilewsky, 1957
- Eunostus sicardi Jeannel, 1949
- Eunostus vuilleti Alluaud, 1919